# Milano-Sanremo 1913
La Milano-Sanremo 1913, settima edizione della corsa, fu disputata il 30 marzo 1913, per un percorso totale di 286,5 km. Fu vinta dal belga Odile Defraye, giunto al traguardo con il tempo di 9h11'41" alla media di 31,143 km/h davanti a Louis Mottiat e Ezio Corlaita.
I ciclisti che partirono da Milano furono 75; coloro che tagliarono il traguardo a Sanremo furono 31.

## Ordine d'arrivo (Top 10)
| Pos. | Corridore          | Squadra             | Tempo    |
| ---- | ------------------ | ------------------- | -------- |
| 1    | Odile Defraye      | Alcyon              | 9h11'41" |
| 2    | Louis Mottiat      | Alcyon              | s.t.     |
| 3    | Ezio Corlaita      | Stucchi             | a 4'08"  |
| 4    | Angelo Gremo       | Griffon-Continental | s.t.     |
| 5    | Alfonso Calzolari  | Stucchi             | s.t.     |
| 6    | Jean Alavoine      | Peugeot-Wolber      | a 17'00" |
| 7    | Camillo Bertarelli | Ganna               | a 17'04" |
| 8    | Angelo Erba        | Ganna               | a 17'24" |
| 9    | Gustave Garrigou   | Peugeot-Wolber      | a 20'55" |
| 10   | André Blaise       | Alcyon              | s.t.     |